# Fenia Chertkoff
Fenia Chertkoff Demirov (Odesa, Imperio ruso, 7 de octubre de 1869 - Buenos Aires, Argentina, 31 de mayo de 1928)  fue una intelectual y activista política de origen ruso, nacionalizada argentina. También fue educadora y escultora, así como militante contra el régimen zarista, feminista de intensa actividad en el socialismo argentino, luchadora por los derechos de la mujer trabajadora y por la equiparación de derechos entre hombres y mujeres. Personalidad judía destacada.

## Trayectoria
En 1887 se recibió de maestra en una escuela normal de su ciudad natal; y también estudió música, teatro y danza en la Escuela de las Zarinas.
Además, fue invitada a la Universidad de Lausana, en Suiza, donde se especializó en pedagogía entre 1897 y 1898, siguiendo el método educativo frobeliano, para posteriormente finalizar sus estudios en Francia, un año después, en la Universidad de La Sorbona. Durante esa época, mantuvo un intercambio de correos con la teórica marxista Rosa Luxemburgo.
Dadas sus inquietudes sociales y socialistas, pronto se inmiscuyó en la vida política de forma clandestina. Y a la edad de 18 años, ya redactaba volantes que se repartían en mítines políticos. En la casa donde fue contratada como institutriz, conoció al ingeniero y poeta revolucionario Gabriel Gucovsky, con quien se casó poco después.
Por sus ideales, y por haberse enfermado su esposo de tuberculosis, se vio forzada a exiliarse con su familia en Italia. Será en este país, en el año 1890 y en la ciudad de Génova, donde nacerá la primera y única hija del matrimonio, a la que llamarán Victoria Gucovsky.
Tiempo después, tras el fallecimiento de su esposo, Fenia retornó, junto a su hija, a su ciudad natal Odessa.
En 1894, perseguida por la policía zarista, viuda y con su pequeña hija, decide emigrar como refugiada, y así lo hace primero a Suiza, posteriormente a Francia, donde se relaciona con centros obreros e intelectuales, y más tarde finalmente hacia Colonia Clara en la provincia de Entre Ríos, Argentina, territorio que en la actualidad está conformado por las localidades de Villa Clara y Villa Domínguez. Una vez allí, Fenia creó una biblioteca; consiguió libros en ruso y yiddish, dio clases en ruso y castellano, idioma que no hablaba, pero que fue aprendiendo a la vez que lo enseñaba. Además, se dedicó a la traducción, habiendo estudiado francés e italiano.
Además, ya instalada en la provincia y en su propia casa, fundó una biblioteca y enseñó a leer en español a los habitantes del pueblo, muchos de ellos inmigrantes de origen judío.
Obtuvo la ciudadanía de ese país, al igual que sus hermanas, Mariana Chertkoff y Adela Chertkoff, y se trasladó entonces a vivir a Buenos Aires, en la casa de Enrique Dickmann, gran amigo de la colonia, y cuñado de su hermana Adela. A través de Dickmann, Fenia ingresó en el universo del socialismo porteño en pleno proceso de formación. Allí conoce al cirujano y militante del Partido Socialista, Nicolás Repetto, con quien contrajo matrimonio en 1901. Repetto se convierte en una suerte de segundo padre para Victoria, que por entonces rondaba los diez años de edad.
El 19 de abril de 1902 fundó, junto a sus hermanas, Mariana y Adela; a Raquel Messina y a Gabriela Laperrière, el Centro Socialista Femenino. El CSF promovió campañas a favor del sufragio femenino, la igualdad de derechos civiles y jurídicos entre el hombre y la mujer, el divorcio, la supresión de la discriminación de los “hijos naturales”, y la educación laica. Desde dicho Centro promovió también campañas periodísticas de denuncia de las condiciones laborales en fábricas y talleres, así como de ayuda a los exiliados rusos tras la represión que siguió a la Revolución de 1905. Se apoyó, desde el CSF, el proyecto de ley de divorcio presentado por el diputado Carlos Olivera que llegó a discutirse en el Congreso Nacional. En septiembre de 1903 acompañó con una intensa campaña el proyecto de reglamentación del trabajo de mujeres y niños presentado por Gabriela Laperrière. Para Fenia, el CSF les permitía a las mujeres ampliar sus horizontes. Este realizó una serie de propuestas para terminar con la explotación de los trabajadores, de los menores y para ampliar los derechos de las madres.
A partir de la iniciativa del CSF, y en el año 1903, se creó la Unión Gremial Femenina (UGF), que buscaba reglamentar el trabajo de mujeres y de niños. Fenia fue una de las mujeres que organizó su sede en Barracas. Además, durante ese mismo año, participó como delegada y representante del Centro Socialista Femenino (única mujer entre 49 delegados) en el Quinto congreso del Partido Socialista, donde propuso entre otras cuestiones, la igualdad de género, la igualdad ante la ley para hijos legítimos e ilegítimos, la promulgación de una ley de divorcio e investigación de la paternidad. En este congreso, Fenia expresó lo importante y significativo que era para el país contar con una mujer en esa ocasión y que lograrlo había sido posible gracias al Partido Socialista.
En 1904, fundó el “Hogar del Canillita” para acoger niños y muchachos desamparados. Se trataba de un espacio donde pudieran alimentarse, descansar y educarse los niños que vendían los diarios en la calle. Fenia era consciente de las adversidades y sufrimientos que enfrentaban esos vendedores.
Tuvo, también, en el diario socialista La Vanguardia, una columna titulada “El trabajo de las mujeres y de los niños”. Publicó allí notas propias y tradujo cuentos infantiles. Promovió la creación de un consultorio médico gratuito que funcionó en el CSF. Impulsó también la fundación de la Escuela Libre de los Trabajadores, así como la Escuela Laica de La Boca. Está entre las fundadoras de la Escuela Laica de Morón, junto a Pascuala Cueto y Justa Burgos Meyer. Colaboró asimismo en el periódico El Adelanto (Morón, 1897-1903), que dirigió Pascuala Cueto. Y en la revista feminista socialista Nosotras que se editaba en La Plata.
En 1906, es tesorera de la Comisión Femenina de Propaganda del Congreso Universal del Libre Pensamiento en Buenos Aires.
En mayo de 1910 lleva las posturas del CSF al Congreso Femenino Internacional realizado en Buenos Aires, donde además ofició de traductora pues hablaba cinco lenguas (ruso, alemán, italiano, francés y español). Además, colaboró en el diario El Pueblo de Morón, que había fundado Adolfo Dickmann en 1911.
En 1912, interviene en la reglamentación del trabajo a domicilio –modalidad que predominaba entre las costureras– y en la fijación de un salario mínimo para las trabajadoras e impulsa la formación de la Asociación Obrera Textil de Avellaneda. A su vez, crea el Comité Pro-Reglamentación del Trabajo de las Mujeres y los Niños.
En el año 1913, fundó la Asociación de Bibliotecas y Recreos Infantiles, institución que se ocupó de contener a las infancias marginadas. Junto a Rosa Bernstein de Mouchet orientó su militancia hacia la educación de la infancia obrera. Esta institución debía considerarse como un deber de todos y de cada uno para con los niños. Se concretan así las primeras guarderías del país.
Para Fenia, los niños de la calle eran una preocupación, especialmente los de los barrios populares de Buenos Aires. Buscó llevar adelante una enseñanza innovadora y lúdica: láminas, libros, juguetes, juegos racionales y ejercicios físicos, canto, paseos de estudio y labores manuales.
Finalmente, en 1914 ya eran tres los recreos en la ciudad de Buenos Aires, y pronto se extendieron por todo el país. En 1929 ya había nueve.
Participó en las primeras huelgas de los obreros y en la organización gremial de las trabajadoras de distintos rubros, tales como telefónicas, textiles, del comercio y de las fábricas de alpargatas, contribuyendo con su accionar a la sanción de leyes para el descanso dominical. Denunció también la explotación laboral a la que eran sometidos los menores de edad en industrias como la fosforera o la tabacalera, las malas condiciones de salubridad de las fábricas y las extensas jornadas laborales. 

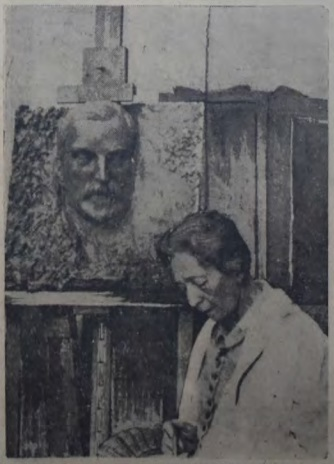
Fotografía tomada tres días antes de su fallecimiento, junto a la cabeza de bronce de Juan B. Justo, que la misma Fenia esculpió.

Cuando en 1918 su hija Victoria contrajo tuberculosis se fue a vivir con ella, durante dos años, a Tío Pujio, provincia de Córdoba, donde llevó su empeño civilizador y fundó la Biblioteca “Juventud Agraria”, creó la cooperativa de consumo “Agricultores unidos”, organizó ciclos de charlas sobre temas que iban desde la puericultura hasta la agronomía y la veterinaria, e instituyó la Fiesta de la Siembra.
Recuperada Victoria de su enfermedad, volvieron a instalarse en Buenos Aires, en una casa de la calle Lezica. En 1919, ya en Buenos Aires, retomó las gestiones desde el Centro Socialista Femenino a favor de la emancipación de la mujer, reiterando el apoyo al proyecto del Valle Iberlucea. Y continuó su tarea en los Recreos Infantiles. Ese mismo año, Julieta Lanteri creó el Partido Feminista Nacional que proponía, entre tantas cuestiones, la igualdad de hijos legítimos e ilegítimos y el divorcio vincular.
Finalmente, Fenia, enferma de cáncer, y debe reducir su actividad pública. Pero continuó casi hasta su muerte su actividad de escultora, realizando, ya enferma, otra cabeza de Juan B. Justo, en bronce (año 1928)
Fallece en Buenos Aires, el 31 de mayo de 1928, a los 58 años de edad. Muere rodeada del afecto de sus familiares, amigos y camaradas del Partido, pero sobre todo por centenares de niños llegados desde los puntos más lejanos de la ciudad, los niños de los hogares proletariados de los barrios obreros, que rendían su homenaje a la fundadora de los recreos. Destacó en el Arte, la Educación y el Socialismo.